# Chaerocina byikiana
Chaerocina byikiana is een vlinder uit de familie pijlstaarten (Sphingidae). De wetenschappelijke naam van deze soort is voor het eerst geldig gepubliceerd in 2008 door Philippe Darge & Basquin.
De soort komt voor in het Afrotropisch gebied.